# Ogniwo Volty

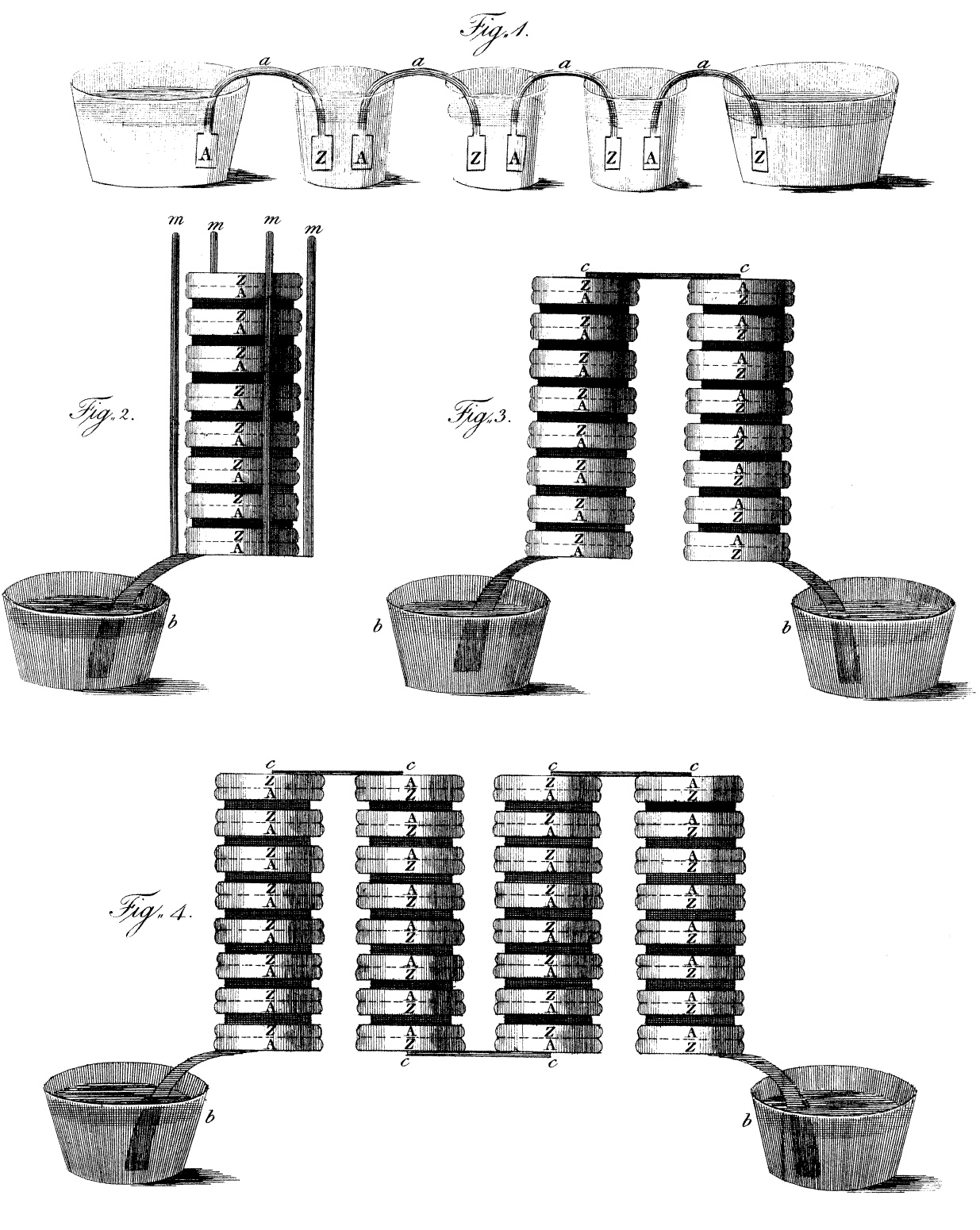
Rysunki z pracy Volty przedstawiające baterie (stosy) ogniw. Naczynia końcowe służą do sprawdzania napięcia przez zanurzenie rąk.

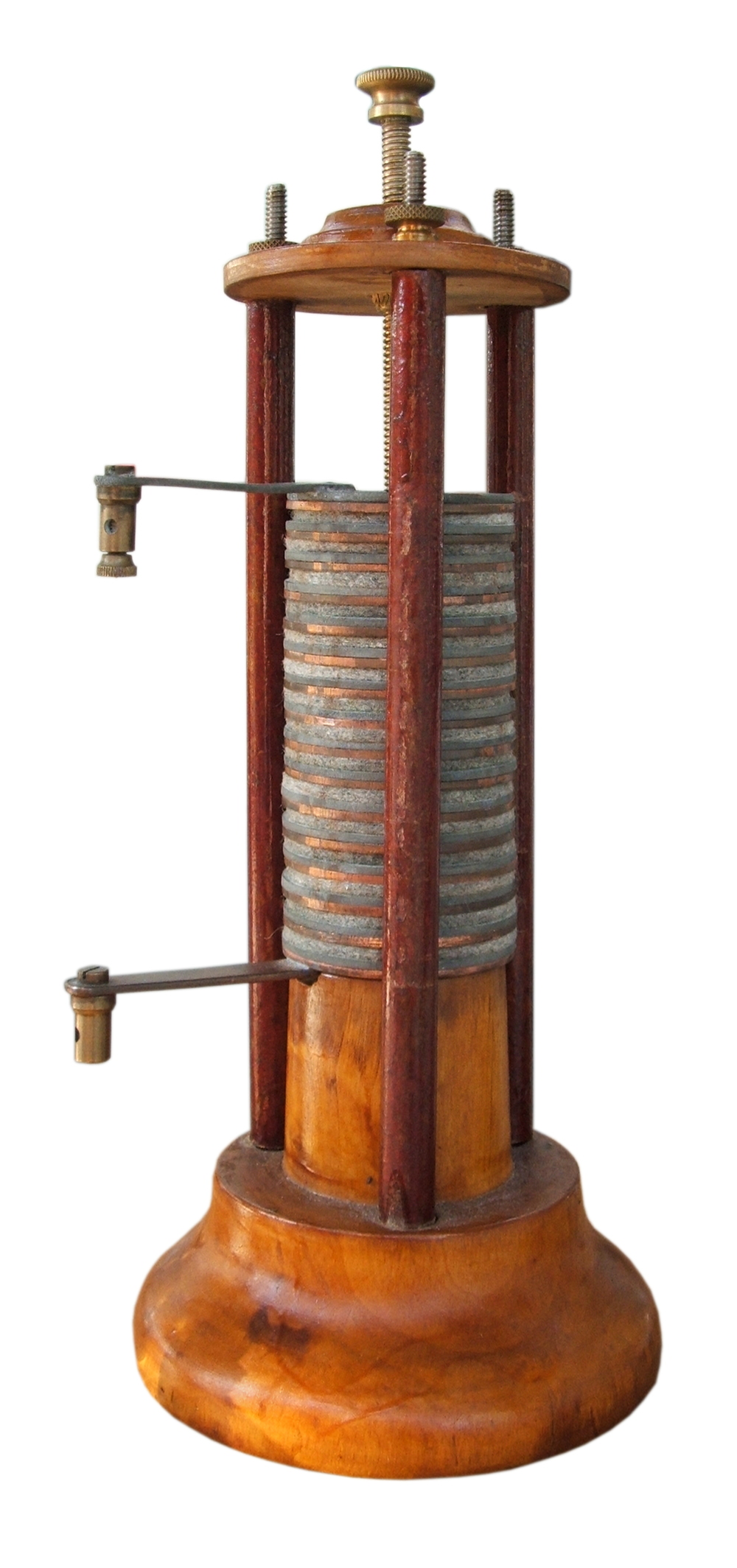
Stos Volty

Ogniwo Volty – ogniwo galwaniczne, w którym elektrodami są płytki cynkowe i miedziane, zanurzone w wodnym roztworze elektrolitu.

## Historia

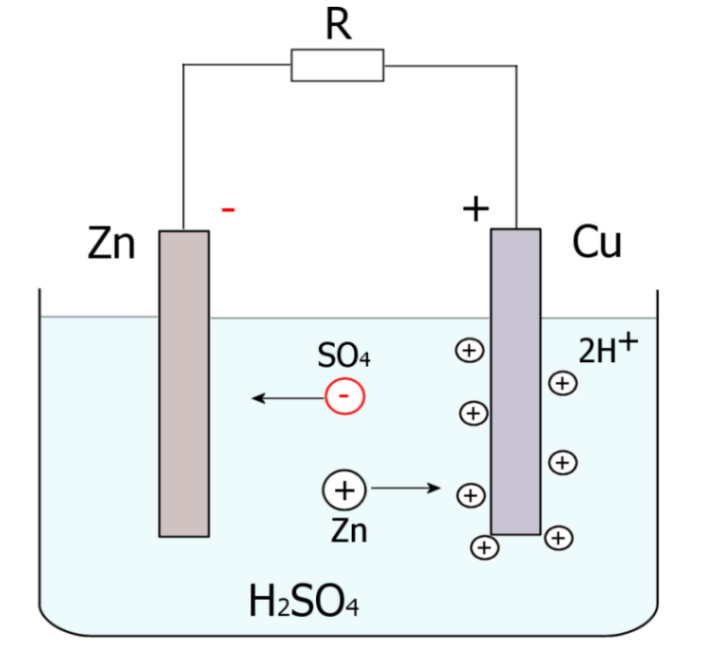
Ogniwo Volty

Konstrukcja ogniwa Volty jest przypisywana włoskiemu fizykowi Alessandrowi Volcie, który w 1800 roku opisał skonstruowane przez siebie pierwsze ogniwo elektryczne. Pierwotna konstrukcja składała się z szeregu naczyń, w których w roztworze soli umieszczone były po dwie blaszki z różnych metali. Końcowe pojemniki miały tylko jedną blaszkę. Volta sprawdzał „siłę” zbudowanej baterii przez wrażenie, jakie odczuwał po zanurzeniu rąk w skrajnych naczyniach. Prowadząc eksperymenty z różnymi metalami, zauważył, że najsilniejszy efekt uzyskuje stosując jako jedną elektrodę miedź lub srebro, a jako drugą cynk. Skonstruował na tej podstawie urządzenie znane później jako „stos Volty”, w którym naczynia zostały zastąpione przekładkami z kartonu nasączonego słoną wodą.

## Zasada działania
W pierwotnej konstrukcji Volty elektrolitem jest solanka, zaś na elektrodzie cynkowej zachodzi utlenianie jej materiału do kationów Zn2+, które przechodząc do roztworu wodnego uwalniają elektrony zgodnie z reakcją: 
anoda cynkowa (utlenianie): Zn → Zn2+
 + 2e−

Natomiast na elektrodzie miedzianej (która pełni tutaj głównie rolę przewodnika ładunków) zachodzi reakcja redukcji jonów hydroniowych do gazowego wodoru:
katoda miedziana (redukcja): 2H
3O+
 + 2e−
 → H
2↑ + 2H
2O
Zachodzące na obu elektrodach procesy sprowadzają się do sumarycznej reakcji: 
Zn + 2H
3O+
 → Zn2+
 + 2H
2O + H
2↑
Obojętność elektryczna całego roztworu zapewniana jest przez obecne w nim aniony chlorkowe i powstające w równych ilościach na skutek autodysocjacji wody, aniony wodorotlenkowe.
W późniejszych konstrukcjach rolę solanki zastąpiły inne elektrolity jak np. roztwór kwasu siarkowego, gdzie przeciwjonami są głównie aniony siarczanowe SO2−4, pochodzące z dysocjacji elektrolitycznej kwasu siarkowego, dostarczającej także jonów hydroniowych: 
H
2SO
4 + 2H
2O ⇌ 2H
3O+
 + SO2−
4
Dla takiego układu siła elektromotoryczna ogniwa wynosi około 0,76 V, zaś zapis obwodu to: (–) Zn | H2SO4 | Cu (+). 